# Хімік (стадіон, Армянськ)
«Хі́мік» — футбольний стадіон в Армянську. Є домашнім стадіоном для клубу «Титан».